# Torsten Stålhandske
Torsten Stålhandske, född den 1 september 1593 på Hummelsunds gård i Borgå socken i Finland, död den 21 april 1644 i Haderslev, Danmark, var en svensk general.

## Biografi

### Familj
Torsten Stålhandske föddes som son till Torsten Svensson (Stålhandske) och Carin Lydiksdotter Jägerhorn. Han gifte sig 1643 med Kristina Horn.

### Militär karriär
I sin ungdom följde Stålhandske överste Patrick Ruthven på dennes resa till Skottland för att värva legosoldater till den svenska armén. Hemkommen därifrån utnämndes han till underofficer vid Livgardet, följde 1626 Gustav II Adolf till Preussen, blev samma år major vid Arvid Horns regemente och 1627 vid kavalleriet under Åke Henriksson Tott. Han utnämndes 1629 till överstelöjtnant vid Nylands ryttare och anförde under trettioåriga kriget ständigt de finska ryttarna, hakkapeliterna. 
I slaget vid Breitenfeld 1631 stod Stålhandske med sina ryttare i andra linjen på den av kungen anförda första linjen på den högra flygeln och bidrog till segern. I slaget vid Nürnberg deltog hans finska soldater när den österrikiske översten Cronbergs "oövervinneliga krigare” besegrades vid Lützen, då Gustav II Adolf stupat, vilket bidrog till segern för svenskarna. 1634 blev Stålhandske sårad i slaget vid Hameln. 1635 förenade han sig, såsom generalmajor, med huvudarmén under Johan Banér. I slaget vid Wittstock deltog han när slaget vände och fienden drevs på flykt. Han erövrade med egen hand fanor och standar. Han utmärkte sig i slaget vid Chemnitz samt i Schlesien, där han 1640 försvarade sin ställning mot greve Mansfeld. Slutligen, i april 1642, förenade han sina skaror med Lennart Torstensons armé samt deltog i det andra slaget vid Breitenfeld, där han sårades mycket illa. I maj blev han general över kavalleriet. 1643 följde Stålhandske Torstenson till Böhmen, tillintetgjorde en fientlig här på Jylland 1644, men insjuknade och dog den 21 april 1644 i Haderslev.

### Begravning
Stålhandske ligger begravd i Åbo domkyrka, och hans änka köpte Själarnas kapell eller Stålhandskes gravkor 1654, alltså 10 år efter fältherrens död. Hon beställde även gravmonumentet av svart och brun marmor, med dess avbilder i vit marmor. Stålhandskes likkista i bly med detaljer i tenn och mässing är numera uppflyttad från gravvalvet till själva koret. På väggen bakom kistan kan man läsa det latinska ordspråket "Quod si quis certet non coronabitur nisi legitime certaverit", som på svenska lyder "Och även om någon inlåter sig i tävlingskamp krönes han icke om han ej har kämpat ärligt."
Fönstermålningen föreställer Stålhandskes adelsvapen, vilket består av en sköld vari man ser en stridshammare och två stridshandskar, ovan skölden en öppen hjälm som signalerar adelskap. Ovan ingången till gravkoret kan man på två sköldar läsa de strider och fältslag som Stålhandske deltog i. I koret förvaras även två rustningar, eller helkyrasser för kyrassiärer. Den större har tillhört Åke Tott och den mindre troligen Stålhandske.

### Myter
Trots att han var liten till växten skall Stålhandske ha haft en utomordentlig kroppsstyrka. Då någon fången officer fördes till svenska lägret, hälsades han av Stålhandske med ett handslag, som fick blodet att spricka ut under naglarna. Vid utväxling av fångar brukade han be fångarna att hälsa sina befälsherrar att han önskade träffa dem för att ge dem ett ärligt svenskt handslag.

## Bildgalleri

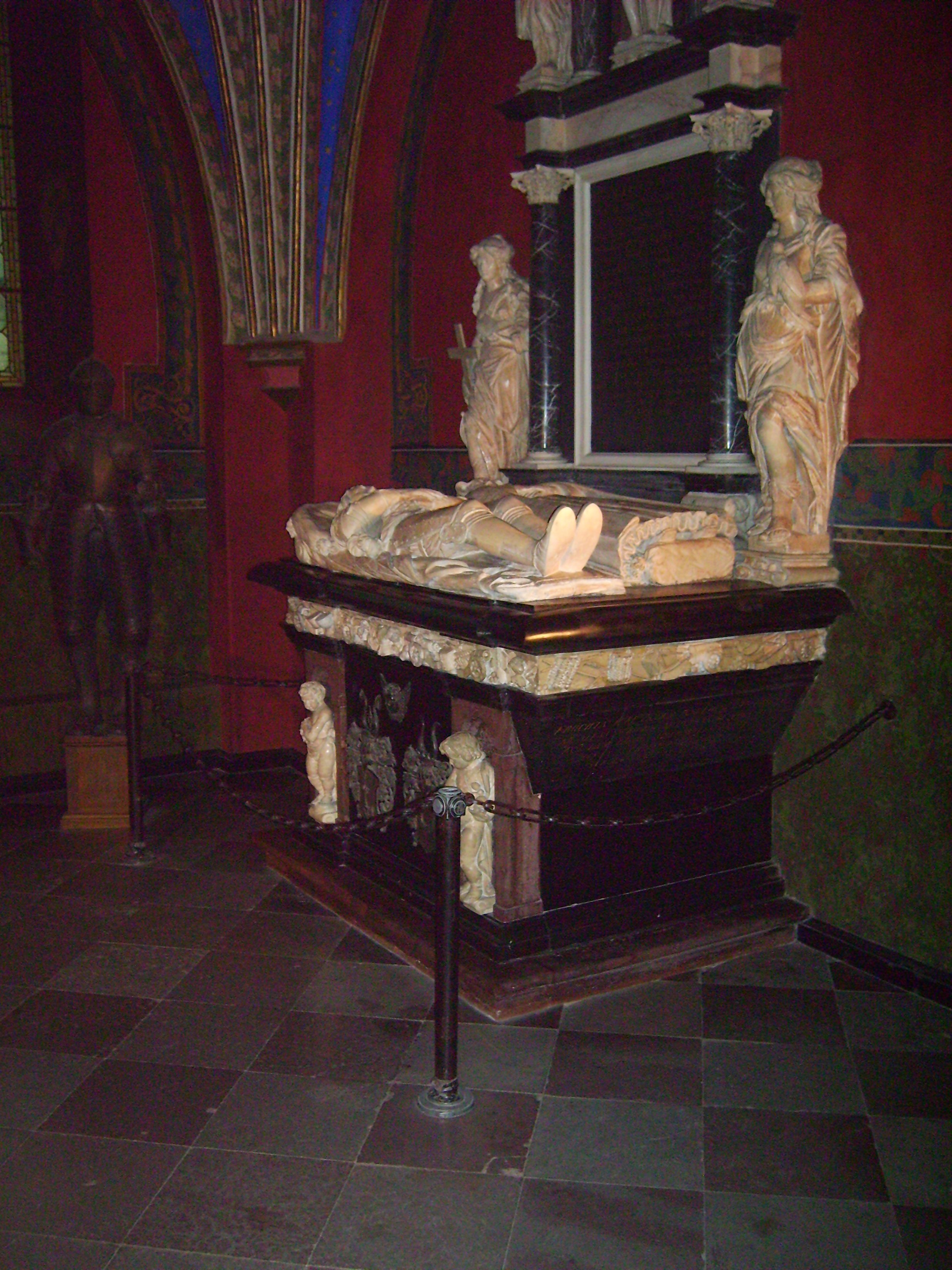
Torsten Stålhandskes och Kristina Horns gravmonument i svart marmor i Åbo domkyrka.
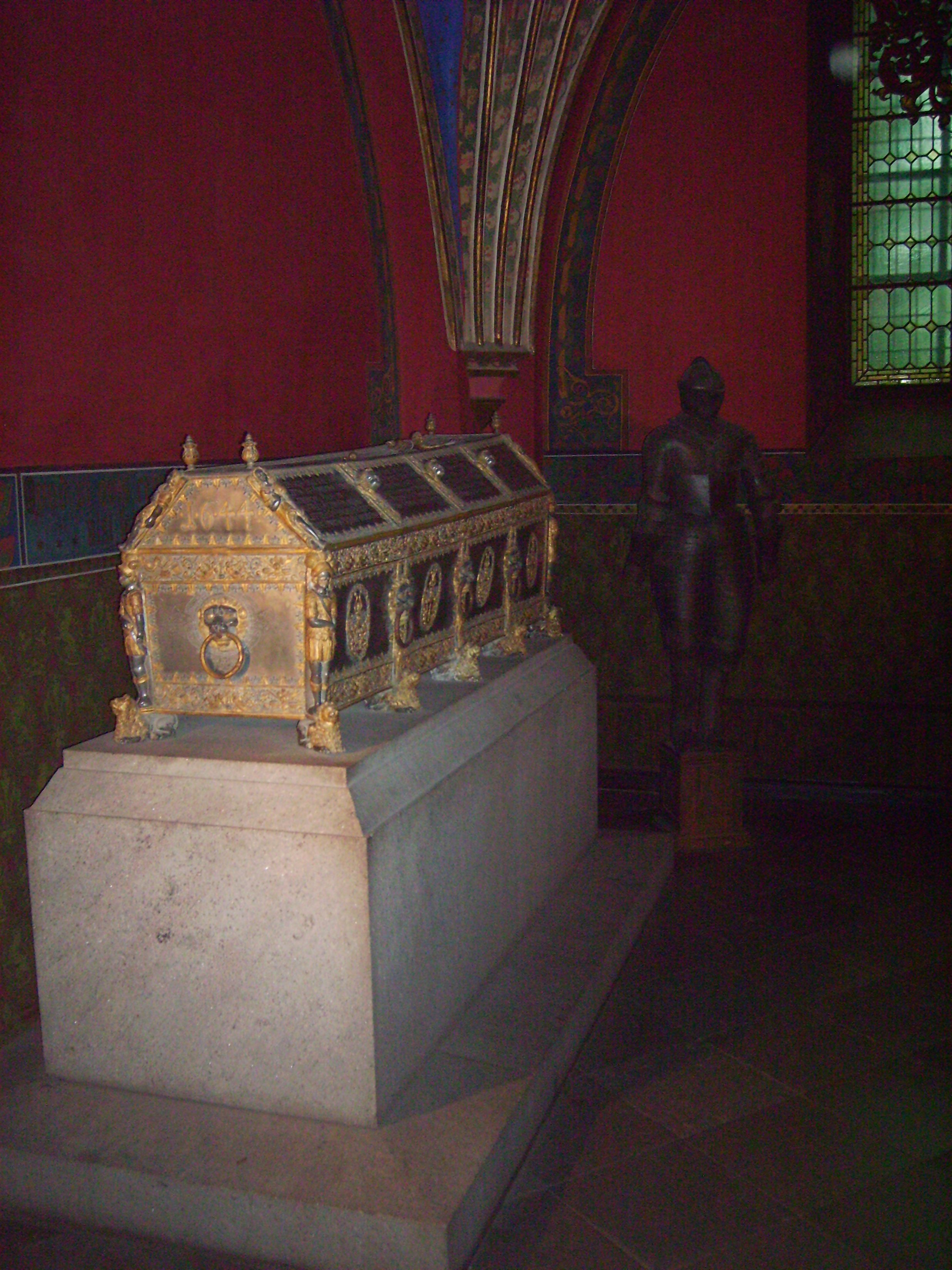
Stålhandskes kista, samt hans kyrass i bakgrunden.
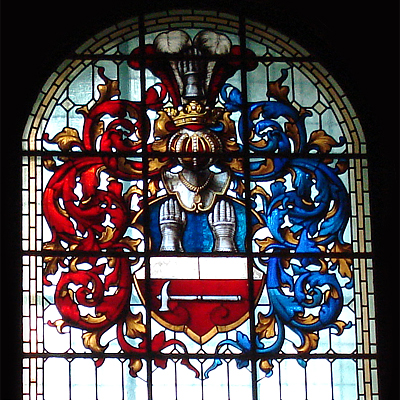
Stålhandskes adelsvapen på fönstermålningen av Wladimir Swertschkoff i hans gravkor.
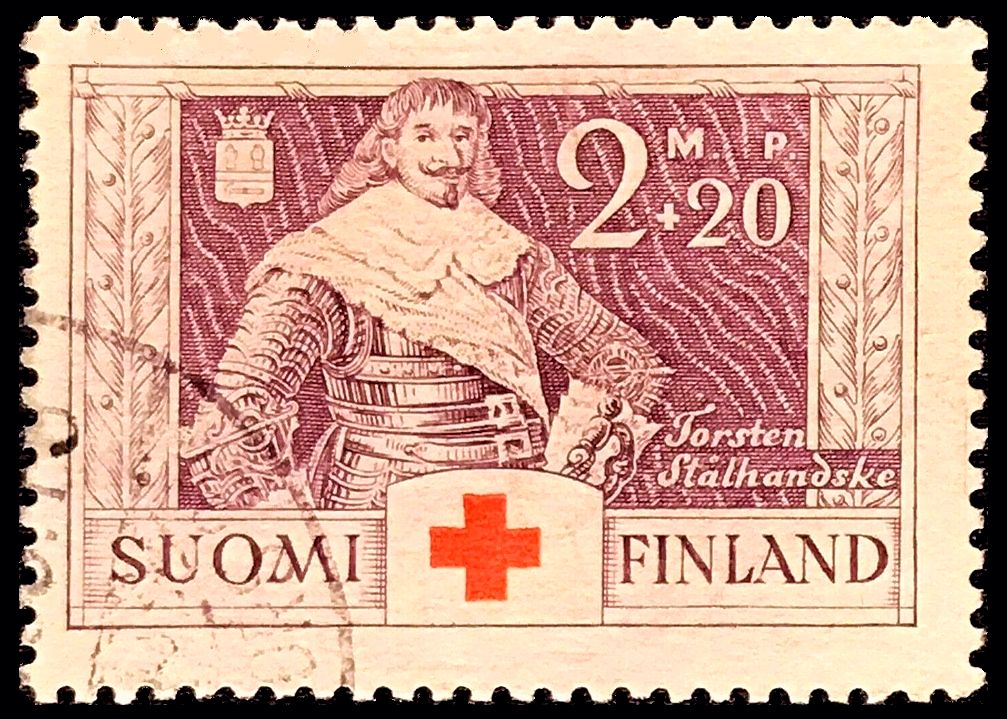
Stålhandske avbildad på ett finskt frimärke.